# Provinz Azángaro
Die Provinz Azángaro gehört zur Verwaltungsregion Puno im Süden von Peru. Die Provinz wurde am 21. Juni 1825 gegründet. Sie besitzt eine Fläche von 4970 km². Bei der Volkszählung 2017 wurden in der Provinz 115.672 Einwohner gezählt. 1993 betrug die Einwohnerzahl 138.998, im Jahr 2007 136.829. Verwaltungssitz ist die Stadt Azángaro.

## Geographische Lage
Die Provinz Azángaro liegt zentral in der Region Puno. Die Provinz liegt nordwestlich des Titicaca-Sees. Im Norden grenzt sie an die Provinz Carabaya, im Osten an die Provinzen San Antonio de Putina und Huancané, im Süden an die Provinzen San Román und Lampa sowie im Westen an die Provinz Melgar.

## Verwaltungsgliederung
Die Provinz Azángaro besteht aus 15 Distrikten. Der Distrikt Azángaro ist Sitz der Provinzverwaltung.
| Distrikt                  | Verwaltungssitz           |
| ------------------------- | ------------------------- |
| Achaya                    | Achaya                    |
| Arapa                     | Arapa                     |
| Asillo                    | Asillo                    |
| Azángaro                  | Azángaro                  |
| Caminaca                  | Caminaca                  |
| Chupa                     | Chupa                     |
| José Domingo Choquehuanca | José Domingo Choquehuanca |
| Muñani                    | Muñani                    |
| Potoni                    | Potoni                    |
| Samán                     | Samán                     |
| San Antón                 | San Antón                 |
| San José                  | San José                  |
| San Juan de Salinas       | San Juan de Salinas       |
| Santiago de Pupuja        | Santiago de Pupuja        |
| Tirapata                  | Tirapata                  |